# Biff Rose
Paul Conrad „Biff“ Rose (* 15. Oktober 1937 in New Orleans, Louisiana; † 25. Juli 2023 in Madison, Wisconsin) war ein US-amerikanischer Stand-up Comedian und Singer-Songwriter.
Das bekannteste Lied von Biff Rose, das er zusammen mit Paul Williams schrieb, ist Fill Your Heart. Neben Roses eigener Aufnahme auf seinem ersten Album The Thorn in Mrs. Roseʼs Side (1968) war der Song die B-Seite der Single Tiptoe through the Tulips von Tiny Tim (ebenfalls 1968). Weitaus bekannter ist das Stück jedoch in der Version von David Bowie auf dessen Album Hunky Dory von 1971.
Ein weiterer Song, den Rose und Williams zusammen schrieben, ist Iʼll Walk Away, von Rose für sein drittes Album Biff Rose (1970) aufgenommen.
Andere Songs von Biff Rose wurden von Pat Boone (Whatʼs Gnawing at Me auf dem Album Departure von 1969) und John Denver (Molly auf dem Album Take Me to Tomorrow von 1970) neu eingespielt.
Nach Erscheinen seines Debütalbums The Thorn in Mrs. Roseʼs Side, das den Hit Buzz the Fuzz enthielt,  hatte Rose zwischen 1968 und 1970 insgesamt 12 Auftritte in Johnny Carsons The Tonight Show. Daneben war er Gast in weiteren Fernsehshows. Er machte die Ansagen (MC) beim Atlantic City Pop Festival von 1969 und dem Atlanta International Pop Festival von 1970.

## Diskografie
- 1968: The Thorn in Mrs. Roseʼs Side
- 1969: Children of Light
- 1970: Biff Rose
- 1970: Half Live at the Bitter End
- 1972: Uncle Jesus, Aunty Christ
- 1974: Hamburger Blues
- 1978: Roast Beef
- 1979: Thee Messiah Album – live
- 1996: Bone Again
- 2000: The Elisabethan Period